# 沖縄県の難読地名一覧
沖縄県の難読地名一覧（おきなわけんのなんどくちめいいちらん）は、沖縄県の難読地名の一覧である。

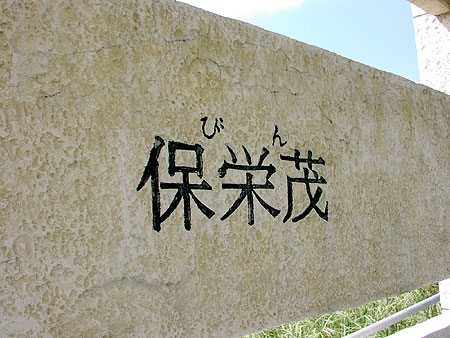
沖縄県豊見城市にある保栄茂（びん）バス停

## 沖縄県の難読地名一覧
※市町村コード順
- 安次嶺（あしみね） - 那覇市
- 安謝（あじゃ） - 那覇市
- 天久（あめく） - 那覇市
- 奥武山町（おうのやまちょう） - 那覇市
- 小禄（おろく） - 那覇市
- 金城（かなぐすく） - 那覇市
- 垣花町（かきのはなちょう） - 那覇市
- 十貫瀬（じっかんじ） - 那覇市
- 通堂町（とんどうちょう） - 那覇市
- 西武門（にしんじょう） - 那覇市
- 樋川（ひかわ）- 那覇市
- 真地（まあじ）- 那覇市
- 宮城（みやぐすく）- 那覇市、島尻郡南風原町
- 銘苅（めかる）- 那覇市
- 首里汀良町（しゅりてらちょう）- 那覇市
- 首里当蔵町（しゅりとうのくらちょう）- 那覇市
- 安仁屋（あにや）- 宜野湾市
- 新城（あらぐすく）- 宜野湾市
- 我如古（がねこ）- 宜野湾市
- 喜友名（きゆな）- 宜野湾市
- 野嵩（のだけ）- 宜野湾市
- 伊原間（いばるま）- 石垣市
- 南ぬ浜町（ぱいぬはまちょう）- 石垣市
- 桴海（ふかい）- 石垣市
- 伊奈武瀬（いなんせ） - 浦添市
- 西洲（いりじま） - 浦添市
- 城間（ぐすくま）- 浦添市
- 勢理客（じっちゃく） - 浦添市
- 沢岻（たくし） - 浦添市
- 東江（あがりえ） - 名護市
- 宇茂佐（うむさ） - 名護市
- 我部祖河（がぶそか）- 名護市
- 瀬嵩（せだけ）- 名護市
- 田井等（たいら） - 名護市
- 汀間（ていま）- 名護市
- 天仁屋（てにや）- 名護市
- 為又（びいまた） - 名護市
- 振慶名（ぶりけな）- 名護市
- 辺野古（へのこ）- 名護市
- 山入端（やまのは） - 名護市
- 世冨慶（よふけ） - 名護市
- 饒平名（よへな）- 名護市
- 阿波根（あはごん）- 糸満市
- 宇江城（うえぐすく）- 糸満市
- 喜屋武（きゃん） - 糸満市、うるま市、島尻郡南風原町
- 安慶田（あげだ） - 沖縄市
- 池武当（いけんとう）- 沖縄市
- 御殿敷（おどんじき）- 沖縄市
- 越来（ごえく） - 沖縄市
- 古謝（こじゃ） - 沖縄市
- 胡屋（ごや） - 沖縄市
- 園田（そんだ） - 沖縄市
- 大工廻（だくじゃく） - 沖縄市
- 比屋根（ひやごん） - 沖縄市
- 豊見城（とみぐすく） - 豊見城市
- 饒波（のは）- 豊見城市
- 保栄茂（びん） - 豊見城市
- 真玉橋（まだんばし） - 豊見城市
- 東山（あがりやま） - うるま市
- 東山本町（あがりやまもとまち） - うるま市
- 安慶名（あげな） - うるま市
- 安勢理（あせり） - うるま市
- 西原（いりばる） - うるま市
- 兼箇段（かねかだん） - うるま市
- 饒辺（のへん）- うるま市
- 南風原（はえばる） - うるま市
- 平敷屋（へしきや） - うるま市
- 平安座（へんざ） - うるま市
- 平安名（へんな） - うるま市
- 屋慶名（やけな） - うるま市

- 城辺保良（ぐすくべぼら） - 宮古島市
- 城辺砂川（ぐすくべうるか） - 宮古島市
- 来間（くりま） - 宮古島市
- 板馬（いたんま）- 南城市
- 奥武（おう） - 南城市、島尻郡久米島町
- 親慶原（おやけばる）- 南城市
- 垣花（かきのはな） - 南城市
- 喜良原（きらばる）- 南城市
- 玉城（たまぐすく） - 南城市
- 手登根（てどこん） - 南城市
- 仲村渠（なかんだかり） - 南城市、島尻郡久米島町
- 富里（ふさと） - 南城市
- 冨祖崎（ふそざき） - 南城市
- 真境名（まじきな） - 南城市
- 新原（みいばる） - 南城市
- 目取真（めどるま） - 南城市
- 湧稲国（わきなぐに） - 南城市
- 座津武（ざつん）- 国頭郡国頭村
- 美作（ちゅらさく） - 国頭郡国頭村
- 桃原（とうばる） - 国頭郡国頭村
- 辺野喜（べのき）- 国頭郡国頭村
- 喜如嘉（きじょか） - 国頭郡大宜味村
- 謝名城（じゃなぐすく） - 国頭郡大宜味村
- 一名代（てんなす） - 国頭郡大宜味村
- 饒波（ぬうは） - 国頭郡大宜味村
- 慶佐次（げさし）- 国頭郡東村
- 天底（あめそこ）- 国頭郡今帰仁村
- 平敷（へしき） - 国頭郡今帰仁村
- 今帰仁（なきじん） - 国頭郡今帰仁村
- 大堂（うふどう）  - 国頭郡本部町
- 伊武部（いんぶ） - 国頭郡恩納村
- 喜瀬武原（きせんばる） - 国頭郡恩納村
- 谷茶（たんちゃ）- 国頭郡恩納村
- 金武（きん） - 国頭郡金武町
- 大当（うふどう、または、うぶどう） - 中頭郡読谷村
- 渡慶次（とけし） - 中頭郡読谷村
- 比謝矼（ひじゃばし） - 中頭郡読谷村
- 読谷（よみたん） - 中頭郡読谷村
- 久得（くどく） - 中頭郡嘉手納町
- 宇地原（うじばる）- 中頭郡北谷町
- 栄口（えぐち）- 中頭郡北谷町
- 上勢頭（かみせど）- 中頭郡北谷町
- 下勢頭（しもせど）- 中頭郡北谷町
- 謝苅（じゃあがる）- 中頭郡北谷町
- 北谷（ちゃたん） - 中頭郡北谷町
- 熱田（あった）- 中頭郡北中城村
- 安谷屋（あだにや） - 中頭郡北中城村
- 石平（いしんだ） - 中頭郡北中城村
- 島袋（しまぶく）- 中頭郡北中城村
- 瑞慶覧（ずけらん）- 中頭郡北中城村
- 仲順（ちゅんじゅん） - 中頭郡北中城村
- 武宇留原（ぶうるばる）- 中頭郡北中城村
- 伊集（いじゅ）- 中頭郡中城村
- 中城（なかぐすく） - 中頭郡中城村
- 和宇慶（わうけ）- 中頭郡中城村
- 東崎（あがりざき）- 中頭郡西原町
- 翁長（おなが）- 中頭郡西原町
- 掛保久（かけぼく）- 中頭郡西原町
- 津花波（つはなは）- 中頭郡西原町
- 兼城（かねぐすく） - 島尻郡南風原町
- 南風原（はえばる） - 島尻郡南風原町
- 伊釈加釈（いじゃかじゃ） - 島尻郡座間味村
- 粟国（あぐに） - 島尻郡粟国村
- 大頓（おおとん） - 島尻郡八重瀬町
- 具志頭（ぐしちゃん） - 島尻郡八重瀬町
- 後原（くしばる） - 島尻郡八重瀬町
- 小城（こぐすく） - 島尻郡八重瀬町
- 東風平（こちんだ） - 島尻郡八重瀬町
- 富盛（ともり） - 島尻郡八重瀬町
- 玻名城（はなしろ） - 島尻郡八重瀬町
- 世名城（よなぐすく） - 島尻郡八重瀬町
- 西表（いりおもて）- 八重山郡竹富町
- 鹿川（かのかわ） - 八重山郡竹富町
- 細崎（くばさき） - 八重山郡竹富町
- 仲御神（なかのうがん） - 八重山郡竹富町
- 南風見（はいみ） - 八重山郡竹富町